# Сградно-интергирани фотоволтаични системи
Сградно-интергирани фотоволтаични системи (на английски: Building-integrated photovoltaics) са фотоволтаични системи, които могат да бъдат интегрирани в покривната конструкция, фасадата или прозорците още по време на строежа на дадена сграда. Могат да бъдат и разположени допълнително върху различни конвенционални системи върху сградата или върху други системи, които са част от сградата, в такъв случай терминът е building-applied photovoltaics.

## История
Началото на изграждането на подобни системи датира от масовото навлизане на фотоволтаични системи в строителството. Започва проектирането и производството на различни модули, които се монтират върху фасади на сгради или други части. След 1993 година подобни панели се монтират върху административни сгради в големите американски градове. От началото на новото хилядолетие подобни системи започват да функционират в Европа и Далечния изток. При проектиране на подобна система е необходим екип от електроинженери и архитекти. Поради по-високата им цена те все още не са много разпространени и към края на 2009 г. общата им мощност се оценява на 250–300 MW, което е около 1% от общата мощност на инсталираните разпределени системи (

## Принцип
Сградно-интергираната фотоволтаична система се проектира в зависимост от достъпа на слънчева радиация върху дадената сграда. Изчислява се ъгъла на поставянето на фотоволтаичния модул. Решава се дали инверторът да бъде поставен външно или вътрешно.
Фотоволтаичните панели могат да бъдат монокристални или поликристални. Електрическата мрежа, която пренася електроенергията до мрежовия инвертор се проектира в зависимост от техния брой и заеманата площ. Преработената енергия се акумулира в батерия или се предава директно към захранващата мрежа.

## Видове
- Покривни (за скатни или плоски покриви)
- Фасадни фотоволтаични инсталации
- Декоративни елементи, преобразуващи слънчева енергия